# Leutenthal
Leutenthal település Németországban, azon belül Türingiában. Lakosainak száma 256 fő (2017. december 31.). Leutenthal Ilmtal-Weinstraße és Rohrbach községekkel határos.

## Népesség
A település népességének változása:

| 2014 | 263 |
| 2017 | 256 |